# The Doors (албум)
The Doors е дебютния албум на американската група Доорс, издаден на 4 януари 1967 г. В него са включени хитовата Light My Fire (заедно с иснтрументалните секции, пропуснати в сингъла) и епичната The End с репликите на Едип. Албумът дължи популярността си на вечерните изпълнения на групата в бар Уйскй ей го го и Лондон фог в Холивуд. Alabama Song е написана от Бертолд Брехт и Курт Вайл за операта „Възход и падение на Махагония“ (Aufstieg und Fall der Stadt Mahagonny (Rise and Fall of the City of Mahagonny), а Back Door Man е кавър на песента на Хаулин Уулф. При изпшълнението на The End в Уйскй ей го го Доорс са изгонени след като Джим Морисън изкрещява „убий бащата и чукай майката“.

### Бонус песни от преиздадения диск от 2006
1. Moonlight Drive (записана през 1966, весия 1)
2. Moonlight Drive (записан през 1966, весия 2)
3. Indian Summer (записана на 19 август, 1966)

## Състав
- Джим Морисън – вокал
- Роби Кригър – китара
- Рей Манзарек – орган, пиано, бас, кийборд
- Джон Дензмор – барабани
- Каръл Кей – бас на Light My Fire

## Позиции в класациите
Музикални класации на Билборд (за Северна Америка)

### Албум
| Година | Класация   | Позиция |
| ------ | ---------- | ------- |
| 1967   | Pop Albums | 2       |

### Сингли
| Година | Сингъл        | Класация    | Позиция |
| ------ | ------------- | ----------- | ------- |
| 1967   | Light My Fire | Pop Singles | 1       |